# Saint-Amand (Fleurus)
Saint-Amand (wa. Sint-Amand-dlé-Fleuru, Sint-Amand) – dzielnica (section) miasta Fleurus w Belgii, w Regionie Walońskim, w prowincji Hainaut, w okręgu Charleroi. 1 stycznia 2020 roku liczyła 1059 mieszkańców. Do 31 grudnia 1976 samodzielna gmina.

## Demografia
Liczba mieszkańców, stan na 1 stycznia:
| Rok                | 1930 | 1947 | 1961 | 2020 |
| ------------------ | ---- | ---- | ---- | ---- |
| Liczba mieszkańców | 1156 | 1089 | 1057 | 1059 |